# Harbor Bluffs
Harbor Bluffs – jednostka osadnicza w Stanach Zjednoczonych, w stanie Floryda, w hrabstwie Pinellas.